# Microrregión de Mantena
La microrregión de Mantena es una de las microrregiones del estado brasileño de Minas Gerais perteneciente a la mesorregión Valle del Río Doce. Su población fue estimada en 2006 por el IBGE en 58.957 habitantes y está dividida en siete municipios. Posee un área total de 1.851,894 km².

## Municipios
- Central de Minas
- Itabirinha
- Mantena
- Mendes Pimentel
- Nueva Belém
- Son Félix de Minas
- São João del Manteninha

- Datos: Q2565544
- Multimedia: Mantena / Q2565544